# Carlos Fuldner
Horst Alberto Carlos Fuldner Bruene (Buenos Aires, 16 de diciembre de 1910 - Madrid, 1992) fue un militar, espía, político y empresario argentino de origen alemán. Trasladado posteriormente a Alemania, se afilió al Partido Nazi y durante la Segunda Guerra Mundial llegó a combatir en el frente ruso con la División Azul española. Con posterioridad ayudó a muchos nazis a huir hacia la Argentina. También llegó a residir durante algún tiempo en España, país donde falleció.

## Biografía
Nació en Buenos Aires el 16 de diciembre de 1910, en el seno de una familia de inmigrantes alemanes. En 1922 la familia se trasladó a Alemania, instalándose en Kassel; allí adoptaría la doble ciudadanía germano-argentina. A comienzos de la década de 1930 se uniría a los Cascos de Acero, una organización paramilitar surgida en Alemania luego de su derrota en la Primera Guerra Mundial. En 1932 ingresó en las Schutzstaffel (SS) y en el Partido Nazi.
En 1941, a los dos años de empezar la Segunda Guerra Mundial, se unió a la División Azul española para luchar y actuar como intérprete en el Frente Oriental. Durante estos años también habría trabajado para Sofindus, el conglomerado de empresas nazis que actuaba en la España franquista. En 1944 retornó a las SS y en el mismo año fue ascendido al rango de Hauptsturmführer. En marzo de 1945 se trasladó a Madrid como agente especial del Sicherheitsdienst (SD),⁣ con la misión de preparar rutas de escape de Europa hacia la Argentina para los nazis una vez hubiera acabado la contienda.
Durante su etapa en España trabó amistad con los periodistas filonazis Víctor de la Serna y Pierre Daye, el embajador rumano Radu Ghenea o con los hermanos toreros «Dominguín». Tras la derrota alemana se mantuvo en la España franquista y comenzó a ser perseguido por los Aliados, viéndose obligado a cambiar frecuente de domicilio para evitar ser capturado. En 1947 fue uno de los 104 agentes nazis reclamados por el Consejo de Control Aliado a la España franquista, si bien no llegó a ser deportado.
En 1947 regresó a Buenos Aires y comenzó a trabajar para el gobierno de Juan Domingo Perón como funcionario del Departamento de Migraciones; al año siguiente regresó a Europa, estableciendo dos centros de evacuación de criminales de guerra nazis en Berna y Génova. Ayudó a muchos nazis a huir hacia la Argentina, entre los que se encontraban Adolf Eichmann, Josef Mengele, Ronald Richter, Erich Priebke, August Siebrecht y Gerhard Bohne. Fuldner habría ayudado a escapar a su país de nacimiento a unos 400 nazis.
Durante estos años también sería miembro del «Servicio de Informaciones de la Casa Rosada».
En 1950 fundó en Argentina la CAPRI Fuldner y Cía (Compañía Argentina para Proyectos y Realizaciones Industriales Fuldner y Compañía), que se dedicaba a la instalación de plantas hidroeléctricas y a la explotación de otros recursos naturales. Falleció en Madrid en el año 1992.